# Eressa multigutta
Eressa multigutta là một loài bướm đêm thuộc phân họ Arctiinae, họ Erebidae.